# 키부긴털땃쥐
키부긴털땃쥐(Crocidura lanosa)는 땃쥐과에 속하는 포유류의 일종이다. 콩고민주공화국과 르완다에서 발견된다. 자연 서식지는 아열대 또는 열대 기후 지역의 습윤 산지 숲과 늪이다. 서식지 감소로 멸종 위협을 받고 있다.